# Arnd Pollmann

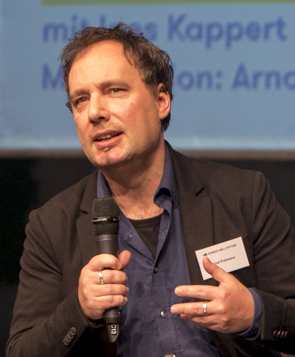
Arnd Pollmann, 2015

Arnd Pollmann (* 1970 in Remagen) ist ein deutscher Philosoph. Seit 2018 ist er Professor für Ethik und Sozialphilosophie  an der Alice Salomon Hochschule Berlin.

## Leben
Pollmann studierte von 1991 bis 1997 in Bonn und Berlin Philosophie, Politologie und Psychologie. Anschließend war er von 1997 bis 2001 Lehrbeauftragter am Fachbereich Politische Wissenschaften der Freien Universität Berlin und parallel dazu von 1998 bis 2001 Promotionsstipendiat der Stiftung der Deutschen Wirtschaft, im Jahr 1999 auch Visiting Scholar an der Graduate Faculty der New School for Social Research in New York, N. Y. Im Jahr 2001 und nach einer Unterbrechung wieder von 2003 bis 2005 war er wissenschaftlicher Mitarbeiter am Menschenrechtszentrum (MRZ) der Universität Potsdam und führte ein von der Deutschen Forschungsgemeinschaft finanziertes Projekt zum Thema „Soziale Menschenrechte & soziale Gerechtigkeit“ durch. Im Jahr 2002 war er außerdem Wissenschaftlicher Mitarbeiter der Enquete-Kommission „Recht und Ethik der modernen Medizin“ und von 2002 bis 2003 Gutachter für das Büro für Technikfolgen-Abschätzung des Deutschen Bundestages. Im Jahr 2004 wurde er mit einer Dissertation zum Thema Integrität. Aufnahme einer sozialphilosophischen Personalie im Fach Philosophie an der Johann Wolfgang Goethe-Universität in Frankfurt am Main promoviert.
Ab 2005 war er Assistent am Lehrstuhl für Praktische Philosophie des Instituts für Philosophie der Otto-von-Guericke-Universität Magdeburg, wo er 2006 zusammen mit Georg Lohmann und Karl-Peter Fritzsche eine Arbeitsstelle Menschenrechte einrichtete. 2007 wurde er in die Tierschutz-Ethikkommission des Landes Sachsen-Anhalt berufen, 2009 in die Grüne Akademie bei der Heinrich-Böll-Stiftung aufgenommen. Seit 2010 ist er Mitherausgeber der Zeitschrift für Menschenrechte (zfmr). Pollmann habilitierte 2011 im Fach Philosophie an der Otto-von-Guericke-Universität Magdeburg zum Thema Menschenrechte und Menschenwürde. Pollmann vertrat von 2013 bis 2015 die Professur für Praktische Philosophie an der Universität Hamburg, war 2016 Gastprofessor für Politische Theorie und Philosophie an der Freien Universität Berlin und 2017 Gastprofessor für Sozialphilosophie an der Humboldt-Universität zu Berlin. 
Seit April 2018 ist Pollmann Professor für Ethik und Sozialphilosophie an der Alice Salomon Hochschule Berlin.

## Arbeitsschwerpunkte
Pollmann arbeitet schwerpunktmäßig zur Sozialphilosophie und Ethik, insbesondere zur Philosophie der Menschenrechte, aber auch zur angewandten Ethik in den Bereichen der Medizin, der Technik und des Tierschutzes. Seine Dissertation widmete er dem Begriff der Integrität.

## Veröffentlichungen (Auswahl)
- (Hrsg., mit Hella Dietz u. a.): Gähnende Lehre? Zukunftsperspektiven universitärer Bildung. Wissenschaft und Technik, Berlin 1999.
- mit Georg Lohmann u. a.: Die Menschenrechte, unteilbar und gleichgewichtig? (= Studien zu Grund- und Menschenrechten. Band 11). Universitätsverlag, Potsdam 2005.
- Integrität. Aufnahme einer sozialphilosophischen Personalie. transcript, Bielefeld 2005, ISBN 3-89942-325-9.
  - Verlagsinformation zu Buch und Autor. In: transcript-verlag.de. Archiviert vom Original am 21. Dezember 2016; abgerufen am 25. April 2018.
- (Hrsg., mit Johann S. Ach): no body is perfect – Baumaßnahmen am menschlichen Körper. transcript Bielefeld 2006 (Vorschau in der Google-Buchsuche).
  - Charly Koke: Rezension. In: roterdorn.de. Archiviert vom Original am 11. Februar 2013; abgerufen am 25. April 2018.
- mit Christoph Menke: Philosophie der Menschenrechte zur Einführung (= Zur Einführung. Band 339). Junius, Hamburg 2007, ISBN 3-88506-639-4.
  - Jos Schnurer: Rezension. In: socialnet.de, abgerufen am 25. April 2018; ders.: Rezension. In: Die Berliner Literaturkritik. 27. August 2007, abgerufen am 25. April 2018.
- Filosofía de los derechos humanos: problemas y tendencias de actualidad (= Justicia Global. No. 1). Instituto de Democracia y Derechos Humanos de la Pontificia Universidad Católica del Perú, Lima 2008.
- Unmoral. Ein philosophisches Handbuch. Von Ausbeutung bis Zwang (= Becksche Reihe. bsr. Nr. 1932). C. H. Beck, München 2010, ISBN 978-3-406-60181-1 (Verlagsinformation zum Buch. In: chbeck.de. Archiviert vom Original am 10. Februar 2013; abgerufen am 25. April 2018.).
- (Hrsg., mit Georg Lohmann): Menschenrechte. Ein interdisziplinäres Handbuch. J. B. Metzler, Stuttgart/Weimar 2010, ISBN 978-3-47602-271-4.
- Menschenrechte und Menschenwürde. Zur philosophischen Bedeutung eines revolutionären Projekts. Suhrkamp, Berlin 2022, ISBN 978-3-518-29970-8.